# Liste des reptiles à Malte

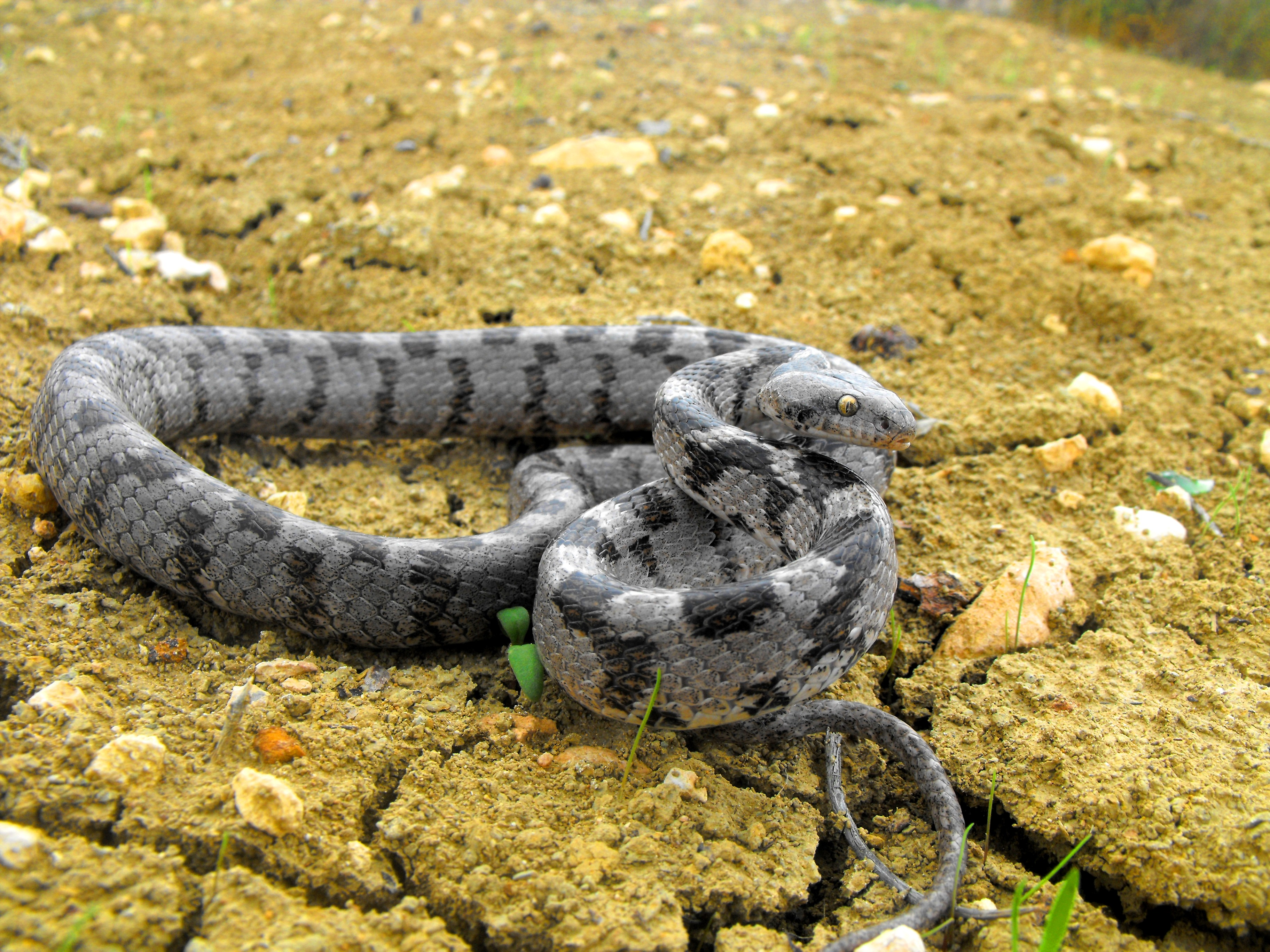
Telescopus fallax photographié à Malte

La Liste des reptiles à Malte comprend les espèces maritimes et terrestres vivant à l'état sauvage sur l'archipel maltais.

## Présentation
Trois tortues marines ont été identifiées sur le sol maltais, d'autres seulement vues en mer au voisinage des côtes. Mais c'est l'ordre des Squamates qui est le plus représenté avec deux espèces de geckos, le caméléon commun (importé), une scinque et quatre espèces de serpents. C'est le lézard Podarcis filfolensis qui est le reptile le plus représentatif de l'archipel car il est endémique à Malte et dans les îles Pélages. L'archipel maltais en abrite quatre des cinq sous-espèces : 
- Podarcis filfolensis filfolensis (Bedriaga, 1876)
- Podarcis filfolensis generalensis (Gulia in Despott, 1914)
- Podarcis filfolensis kieselbachi (Fejervary, 1924)
- Podarcis filfolensis maltensis (Mertens, 1921)

## Ordre:Testudines(Tortues)
| Nom binominal, nom vulgaire et citation d'auteurs | Nom vulgaire maltais (Mt) et anglais (En) (langues officielles de Malte) | Origine et statut à Malte                                                   | Aire de répartition | Statut UICN mondial | Image |
| ------------------------------------------------- | ------------------------------------------------------------------------ | --------------------------------------------------------------------------- | ------------------- | ------------------- | ----- |
| Dermochelys coriacea (Tortue luth) Vandelli, 1761 | Mt : Fekruna sewda En : Leatherback sea turtle                           | Espèce itinérante, rare mais plusieurs observations, y compris terrestres , |                     | [ 4 ]               |       |
| Caretta caretta (Tortue Caouanne) Linnaeus, 1758  | Mt : Fekruna Komuni En : Loggerhead sea turtle                           | Espèce itinérante, des pontes constatées sur les îles maltaises,            |                     | [ 6 ]               |       |
| Chelonia mydas (Tortue verte) Linnaeus, 1758      | Mt : Fekruna ħadra En : Green sea turtle                                 | Espèce itinérante, des pontes constatées sur les îles maltaises,            |                     | [ 7 ]               |       |

## Ordre:Squamata(LézardsetSerpents)
| Nom binominal, nom vulgaire et citation d'auteurs                | Nom vulgaire maltais (Mt) et anglais (En) (langues officielles de Malte) | Origine et statut à Malte                                                                  | Aire de répartition | Statut UICN mondial | Image                      |
| ---------------------------------------------------------------- | ------------------------------------------------------------------------ | ------------------------------------------------------------------------------------------ | ------------------- | ------------------- | -------------------------- |
| Tarentola mauritanica (Tarente de Maurétanie) Linnaeus, 1758     | Mt : Wizgħa tal-kampanja En : Moorish Wall Gecko                         | autochtone,                                                                                |                     | [ 9 ]               |                            |
| Hemidactylus turcicus (Gecko nocturne) Linnaeus, 1758            | Mt : Wizgħa En : Mediterranean house gecko                               | autochtone,                                                                                |                     | [ 11 ]              |                            |
| Chamaeleo chamaeleon (Caméléon commun) Linnaeus, 1758            | Mt : Kamalejont En : Common Chameleon                                    | Allochtone, Espèce introduite au XIXe siècle par des missionnaires protestants,            |                     | [ 14 ]              |                            |
| Podarcis filfolensis (Podarcis de Filfola) Bedriaga, 1876        | Mt : Gremxula En : Filfla Wall Lizard                                    | autochtone, présent dans les îles maltaises avec 4 sous-espèces,                           |                     | [ 17 ]              | photographie prise à Gozo  |
| Chalcides ocellatus (Scinque ocellée) Forskål, 1775              | Mt : Xaħmet l-art En : Ocellated Skink                                   | autochtone,                                                                                |                     | [ 19 ]              | photographie prise à Malte |
| Hemorrhois algirus Jan, 1863                                     | Mt : Serp l-aħdar En : Algerian Whip Snake                               | Allochtone, Espèce probablement introduite depuis l'Afrique du Nord par des bateaux cargo, |                     | [ 22 ]              |                            |
| Hierophis viridiflavus (Couleuvre verte et jaune) Lacépède, 1789 | Mt : Serp Iswed En : Green Whip Snake                                    | autochtone,                                                                                |                     | [ 24 ]              |                            |
| Zamenis situla (Couleuvre léopard) Linnaeus, 1758                | Mt : Lifgħa En : Leopard Snake                                           | autochtone,                                                                                |                     | [ 26 ]              |                            |
| Telescopus fallax (serpent-chat) Fleischmann, 1831               | Mt : Teleskopu En : European cat snake                                   | autochtone,                                                                                |                     | [ 28 ]              |                            |